# It Fryske Boek
It Fryske Boek is een Nederlandse stichting, die de bevordering van de Friestalige literatuur en lectuur tot doel heeft. De organisatie werd in 1934 door een aantal Friese verenigingen en uitgevers opgericht. Ze is gevestigd te Leeuwarden.

## Algemeen
It Fryske Boek stimuleert de productie en de verspreiding van Friese boeken en tracht Friezen in hun moedertaal aan het lezen te krijgen. Ze doet dit door het scheppen van en participeren in overlegstructuren tussen schrijvers, uitgevers, boekhandelaren en bibliotheken. Verder heeft It Fryske Boek, dat ten dele wordt gesubsidieerd door de provincie Friesland, een aantal vaste medewerkers in dienst, die zich bezighouden met allerlei bestaande en nieuwe projecten. De organisatie geeft daarnaast een grote verscheidenheid aan promotiemateriaal uit.

## Projecten

#### Fryske Boekewike
Ieder jaar organiseert It Fryske Boek eind februari/begin maart de Fryske Boekewike ("Friese boekenweek"), die traditioneel begint met het Fryske Boekefeest. Tijdens de Fryske Boekewike worden overal in Friesland literaire programma's gehouden, in samenwerking met bibliotheken, lesgroepen en allerlei Friese verenigingen en gezelschappen. Ter gelegenheid van de Fryske Boekewike verschijnt ieder jaar een uitgave van Boekenijs ("Boekennieuws"), een brochure met informatie over nieuw verschenen Friestalige boeken. Ook wordt een Frysk Boekewikegeskink uitgebracht. In 1948 gebeurde dat voor het eerst en sinds 1989 ieder jaar.

#### Boeke-aksje
In de herfst (september/oktober) hield It Fryske Boek elk jaar de Boeke-aksje ("Boekenactie"). Het bekendste onderdeel hiervan was de Sutelaksje ("Ventactie"), waarbij zes weken lang een groot aantal vrijwilligers (in 2007: ca. 1.800) bijna overal in Friesland van deur tot deur Friese boeken en geluidsdragers verkopen. It Fryske Boek nam deze activiteit in 1974 over van een aantal Friese schrijvers, die enkele jaren daarvoor waren begonnen hun publicaties huis aan huis ter verkoop aan te bieden. In 2009 werd de Sutelaksje voor de laatste keer gehouden.
De Boeke-aksje, waarvan ook culturele avonden deel uitmaken, werd ieder jaar afgesloten met de Boekemerk ("Boekenmarkt") in Drachten. Net als bij de Fryske Boekewike werd ook ter gelegenheid van de Boeke-aksje een editie van Boekenijs uitgebracht. Verder verscheen dan de Fryske Skriuwerskalinder ("Friese schrijverskalender"), met nieuwe en oorspronkelijke bijdragen van zo'n veertig Friese schrijvers, dichters en illustratoren. Daarnaast werd met de Fryske boekebus om utens (de "Friese boekenbus voor Friezen buiten Friesland") een reeks promotionele reizen naar plaatsen buiten Friesland ondernomen, op uitnodiging van lokale Friese verenigingen.
Sinds 2010 zijn de activiteiten van It Fryske Boek ondergebracht bij Tresoar. In plaats van de Sutelaksje wordt er nu jaarlijks een Moanne fan it Fryske Boek ("Maand van het Friese Boek") in het najaar georganiseerd. Verkoopacties van Friese boeken worden nu georganiseerd door de nieuwe stichting Boeken fan Fryslân.

#### Sprutsen Frysk Boek
It Fryske Boek geeft in samenwerking met de Christelijke Blindenbibliotheek (CBB) te Ermelo het Sprutsen Frysk Boek ("Gesproken Fries Boek") uit. Daarvoor worden door vrijwilligers in een speciale studio in Sneek alle nieuwe Friestalige boeken  voorgelezen en opgenomen. Anno 2007 zijn er meer dan 1.400 titels beschikbaar, bedoeld voor visueel gehandicapten en mensen die om andere redenen niet of niet goed kunnen lezen (bijvoorbeeld door dyslexie). De publicaties van het Sprutsen Frysk Boek zijn kosteloos te verkrijgen.

#### De Oanharker
De Oanharker is een gesproken tijdschrift, waarin door een van It Fryske Boek onafhankelijke redactie maandelijks artikelen uit Friese dag- en streekbladen en tijdschriften worden opgenomen.

#### Projecten voor kinderen en jongeren
It Fryske Boek organiseert ook projecten en activiteiten voor kinderen en jongeren.
- De Fryske Berneboekesjuery ("Friese kinderboekenjury"), die ieder jaar van februari tot en met mei actief is, is een project waarbij kinderen en jongeren Friese (jeugd)boeken bespreken, ook in schoolverband. Voor het naar de mening van de jury mooiste boek wordt ieder jaar feestelijk de Sulveren Spjelde ("Zilveren Speld") uitgereikt.
- Jaarlijks wordt van september tot half oktober de Berneboeketiid ("Kinderboekentijd") gehouden, die ieder jaar een ander thema heeft. Speciaal voor de Berneboeketiid wordt het Aksjeboek foar Bern geschreven (dat ook te koop is tijdens de Sutelaksje). Ook verschijnt een brochure met informatie over de verschillende programma's die dat jaar rond de Berneboeketiid voor basisscholen worden georganiseerd. Voor die scholen wordt verder een rijmposter uitgebracht, gemaakt door een schrijver en een illustrator, die betrekking heeft op het thema van dat jaar.
- Ter gelegenheid van de Nasjonale Foarlêsdei/Foarlêsbrochje ("Nationale Voorleesdag/Voorleesboterhammetje") wordt ieder jaar Boek en Brochje gepubliceerd, een verhalenbundeltje voor kinderen op de basisschool.

#### Rink van der Veldepriis
It Fryske Boek organiseert om de twee jaar de uitreiking van de Rink van der Veldepriis.

## Stichting It Fryske Berneboek
Bij It Fryske Boek is het secretariaat van de Stichting It Fryske Berneboek ondergebracht, die zich bezighoudt met de studie en promotie van Friestalige kinderboeken.

## Friese boekenweekgeschenken
- 1948: Nyckle Haisma - Simmer
- 1949: Abe Brouwer - Trou
- 1953: verschillende auteurs - Trijekaert
- 1967: Jan J. Bylsma - Yn petear mei de ljochte
- 1989: Eppie Dam - De tomaat
- 1990: Hylkje Goïnga - Op stap
- 1991: Margryt Poortstra - Nachtljocht
- 1992: Anne Wadman - In ûnbetelle rekken
- 1993: Willem Verf - De neisimmernacht fan Sjoerd en Eppy
- 1994: Joop Boomsma - In frou mei ljochtblauwe eagen
- 1995: Piter Boersma - Sniebalfokstrot
- 1996: Froukje Annema - Kearpunt
- 1997: Meindert Bylsma - Hite bliksem
- 1998: Trinus Riemersma - Bretagne libre!
- 1999: Benny Holtrop - Gomorra
- 2000: Akky van der Veer - Kuneara
- 2001: Douwe Kootstra - Berjochten út Boedapest
- 2002: Itty Sluis - It meunster fan Skylge
- 2003: Durk van der Ploeg - De Sniewinter
- 2004: Jetske Bilker - Oar plak oare tiid
- 2005: Steven de Jong - Groetnis fan Prakash
- 2006: Baukje Wytsma en Sjoerd Bottema - De Stien
- 2007: Koos Tiemersma - Mind Games
- 2008: Riek Landman - Fammen fan Gaasterlân
- 2009: Feestlift (verhalen van Aggie van der Meer, Henk de Haan, Anders Rozendal en Greet Andringa)
- 2010: Greet Andringa - Los sân
- 2011: Hylke Speerstra - Treastfûgel
- 2012: Sietse de Vries - Bak